# Cuenca del río Limarí
La cuenca del río Limarí es el espacio natural comprendido por la cuenca hidrográfica del río Limarí. Este espacio coincide con el espacio administrativo homónimo definido en el inventario de cuencas de Chile con el número 045 que se extiende desde la divisoria de las aguas en la cordillera de los Andes hasta su desembocadura en el océano Pacífico. Se subdivide en 6 subcuencas y 37 subsubcuencas con un total de 11.696 km².
En el inventario de cuencas de Chile (DARH) se le asigna el código 0405.
A partir de la década de los años 70 se ha ampliado el concepto de cuenca hasta entender, ya en los primeros años del siglo XXI, una cuenca hidrográfica en lo que respecta a su definición espacial y funcional, como la unidad geopolítica y socioeconómica más apropiada y racional para el desarrollo integrado de los recursos de tierras y aguas asociados a la vegetación y en conjunto con los usuarios de nivel local y regional.: 17 

Mapa de la cuenca del río Limarí

## Límites y relieve

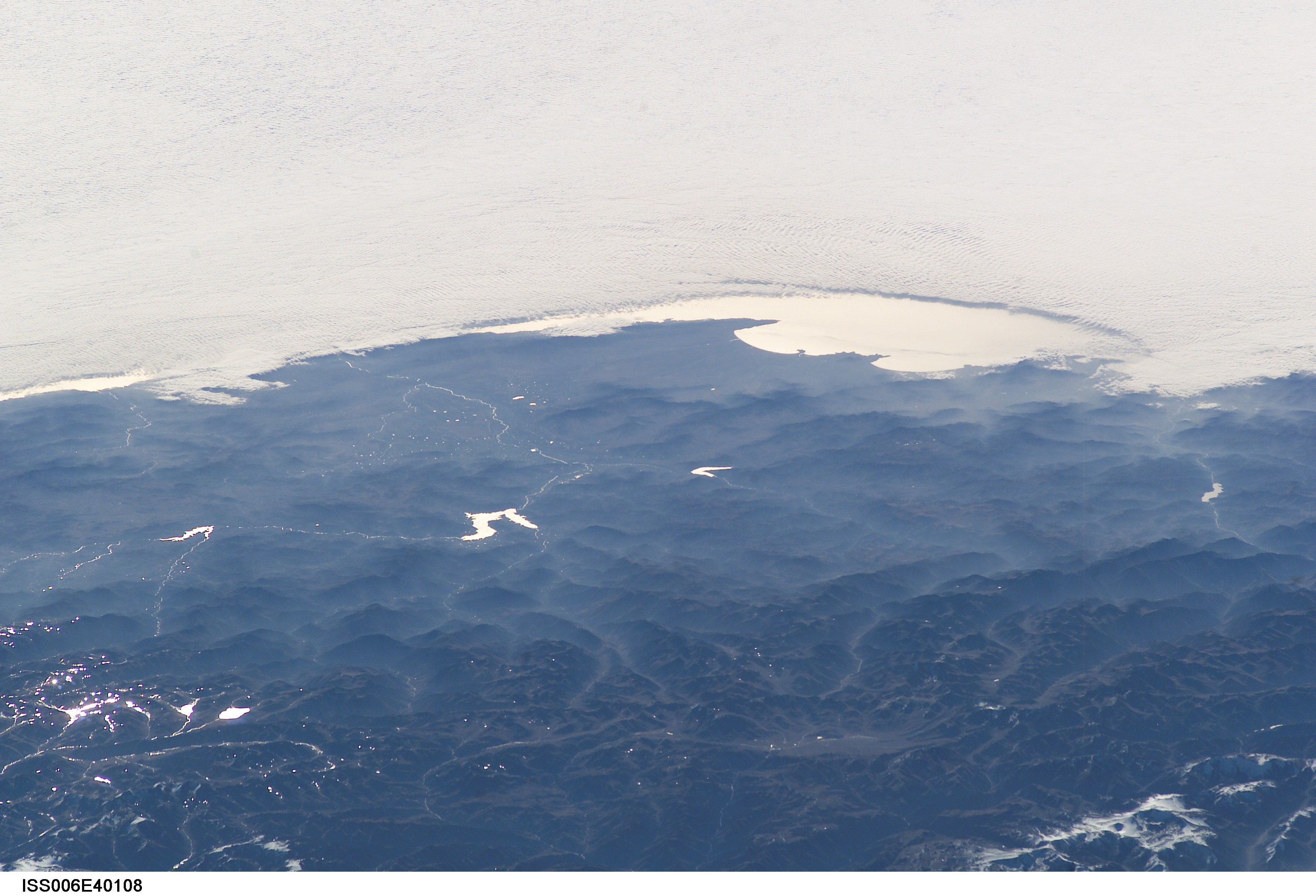
Foto satelital de la cuenca del río Limarí.

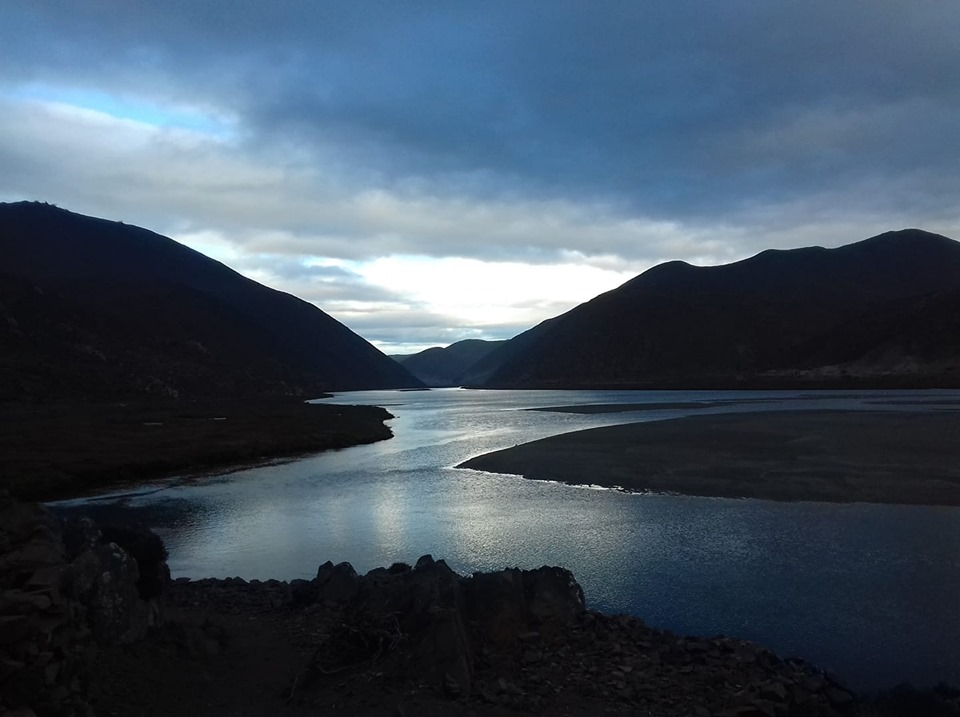
Desembocadura del río Limarí.

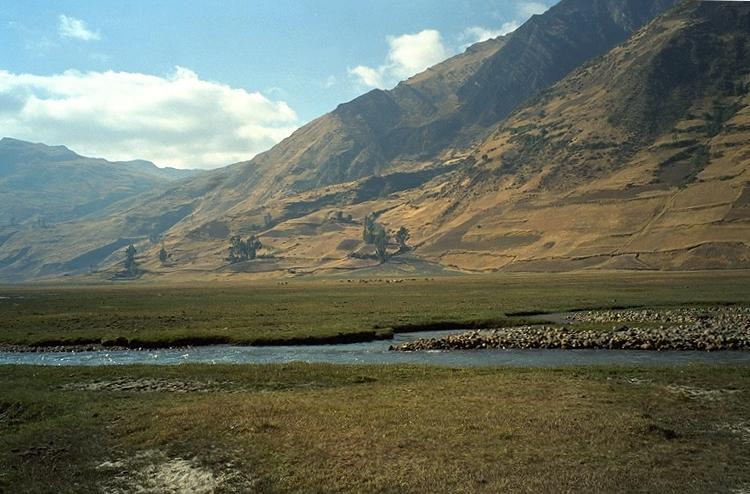
Nacimiento del río Limarí.

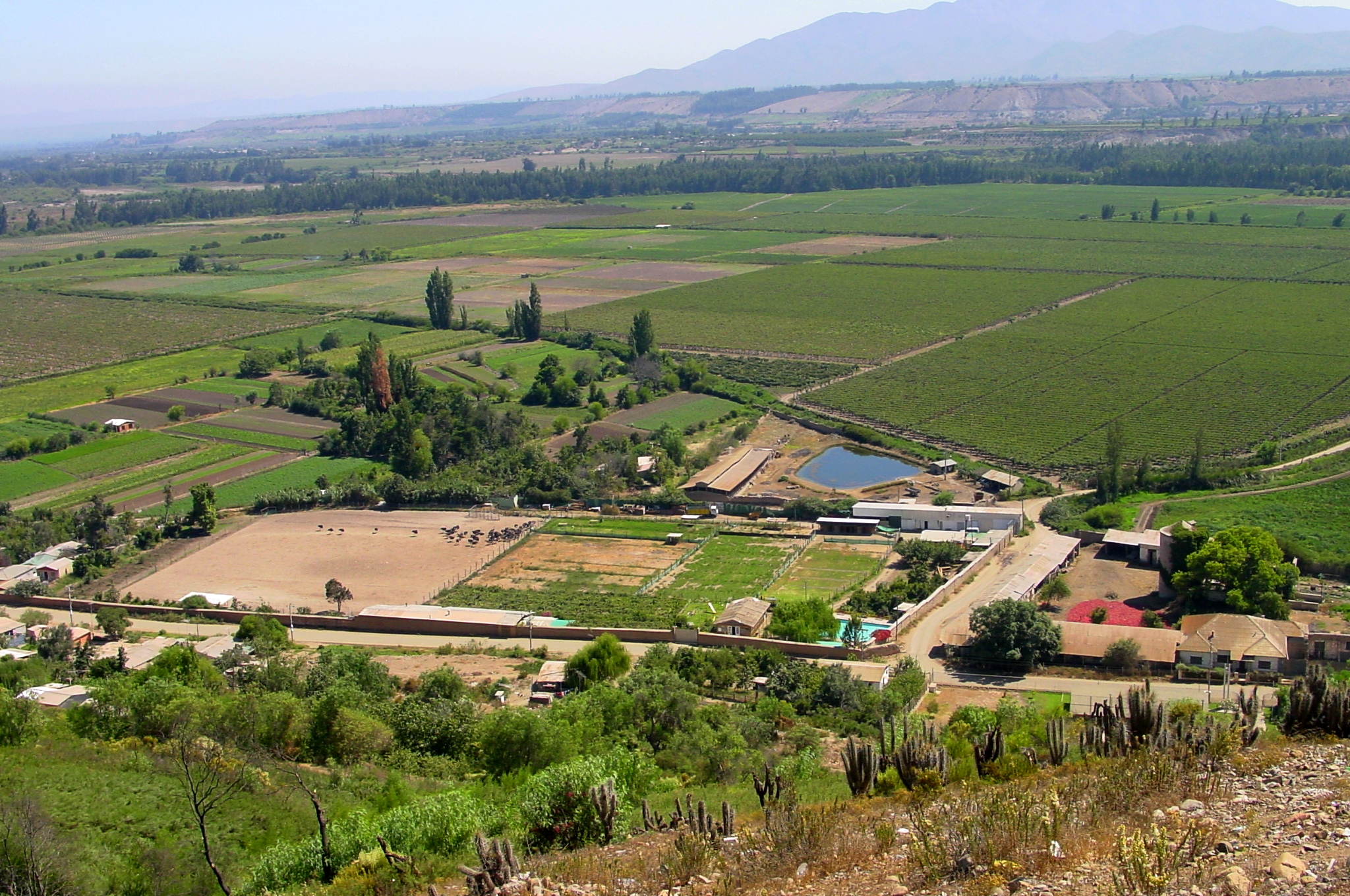
Valle del río Limarí.

El cauce principal de la cuenca desemboca en el océano Pacífico tras cortar la cordillera de Talinay y, siguiendo el sentido de los punteros del reloj, limita al norte con varias cuencas costeras del ítem 044 cuencas costeras entre los ríos Elqui y Limarí, entre ellas del estero Culebrón, la quebrada Lagunillas, la quebrada Pachingo y el estero Tongoy. Más al noreste con la cuenca del río Elqui. Al este y separado por la cordillera de los Andes limita con el río Castaño, de la cuenca del río Desaguadero y más al sur con los formativos del extremo norte del río Colorado. Por el sur, otra vez en Chile, deslinda con la cuenca del río Choapa y al suroeste con las cuencas del ítem 046 cuencas costeras entre río Limarí y río Choapa del inventario de cuencas de Chile que incluye entre otras a la quebrada Hornillos y ala quebrada del Teniente.
Sus extremos alcanzan las coordenadas geográficas 30°14′S, 31°25′S, 70°14′W y 71°42′W.: 278 
La "región del complejo montañoso andino-costero" o valles transversales, donde se ubica la hoya del río Limarí, son estribaciones andinas que alcanzan la cordillera de la Costa e interrumpen la depresión intermedia de Chile formando a su vez las cuencas de los ríos Elqui, Limarí, Choapa, Quilimarí, Petorca, La Ligua y finalmente la cuenca del río Aconcagua.: 39-  Se trata de una región caracterizada por estos valles transversales que van de este a oeste y que han sido formados por las corrientes de agua que bajan de la cordillera de Los Andes.: 12  A medida que se viaja hacia el sur, aumentan las precipitaciones y disminuyen las distancias entre los grandes ríos: entre el Copiapó y el Huasco hay 145 km, entre el Huasco y el Elqui 165 km, entre el Elqui y el Limarí 60 km, 90 km del Limarí al Choapa y del Choapa al Petorca - La Ligua y estos últimos solo 60 km del río Aconcagua.: 16 

## Población y regiones
La hoya hidrográfica está inscrita completamente en la Región de Coquimbo, en particular la provincia de Limarí con las comunas de Combarbalá, Monte Patria, Ovalle, Punitaqui y Río Hurtado (comuna). Su área es de 1 176 000 ha (hectáreas) equivalentes al 3 % de la región.
Ovalle es la ciudad ubicada en la cuenca, es capital de la provincia Limarí.
Las principales localidades según el número de habitantes que se emplazan en la cuenca, se pueden mencionar las siguientes:
| Nombre       | Población total en 2002 | Población urbana en 2002 | Cauces asociados |
| ------------ | ----------------------- | ------------------------ | ---------------- |
| Ovalle       | 98 089                  | 73 790                   | Río Limarí       |
| Monte Patria | 30 276                  | 13 340                   | Río Mostazal     |
| Combarbalá   | 13 483                  | 5494                     | Río Cogotí       |
| Punitaqui    | 9539                    | 3615                     | Estero Punitaqui |

## Subdivisiones
La Dirección General de Aguas subdivide o reúne las cuencas de Chile acorde a las necesidades de estudio y gestión. Existen dos inventarios que han logrado ser aceptados como principales, el inventario de cuencas del Banco Nacional de Aguas (BNA) de 1978, de mayor uso, y el inventario de cuencas del Departamento de Administración de Recursos Hídricos (DARH) de 2014 de mejor cartografía que ha obligado a redefinir algunos límites, a veces con cambios mayores, pero también por algunas redefiniciones del concepto de subcuenca.
Bajo el BNA el código del ítem es 045 y con el DARH es 0405.
La subdivisión del BNA es como sigue:
| 045 Río Limarí (mapa) |       |                                                                          |       |
| 0450                  | 04500 | Río Hurtado Bajo Junta Quebrada San Agustín                              | 658   |
| 0450                  | 04501 | Río Hurtado Entre Quebrada San Agustín y Quebrada Atajo                  | 405   |
| 0450                  | 04502 | Río Hurtado Entre Bajo Quebrada Atajo y Bajo Junta Río Chacay            | 502   |
| 0450                  | 04503 | Río Hurtado Entre Río Chacay y Quebrada Sin Nombre                       | 311   |
| 0450                  | 04504 | Quebrada Cachaco                                                         | 301   |
| 0450                  | 04505 | Quebrada Higuerilla                                                      | 280   |
| 0450                  | 04506 | Río Hurtado Entre Quebradas Higuerilla, Quebrada Sin Nombre y Río Lima   | 210   |
| 0451                  | 04510 | Río Grande bajo junta Río Palillos                                       | 421   |
| 0451                  | 04511 | Río Grande entre Río Palillos y Río Toscadero                            | 343   |
| 0451                  | 04512 | Río Toscadero                                                            | 250   |
| 0451                  | 04513 | Río Grande entre Río Toscadero y Río Mostazal                            | 363   |
| 0451                  | 04514 | Río Mostazal en bajo junta Río San Miguel                                | 389   |
| 0451                  | 04515 | Río Mostazal entre Río San Miguel y Río Grande                           | 254   |
| 0451                  | 04516 | Río Grande entre Río Mostazal y Río Rapel                                | 170   |
| 0452                  | 04520 | Río Molles en junta Río Paloma                                           | 272   |
| 0452                  | 04521 | Río Paloma                                                               | 260   |
| 0452                  | 04522 | Río Rapel entre Río Paloma y Río Grande                                  | 311   |
| 0452                  | 04523 | Río Grande entre Río Rapel y bajo junta Río Ponio                        | 514   |
| 0452                  | 04524 | Río Grande Entre Río Ponio y Río Guatulame (Muro Embalse Paloma)         | 140   |
| 0453                  | 04530 | Río Cogotí Bajo Junta Quebrada Chépica                                   | 431   |
| 0453                  | 04531 | Río Cogotí Entre Quebrada Chépica y Desembocadura Embalse Cogotí         | 314   |
| 0453                  | 04532 | Río Combarbalá                                                           | 358   |
| 0453                  | 04533 | Río Pampa en junta Río Combarbalá                                        | 431   |
| 0453                  | 04534 | Río Pampa Entre Río Combarbalá y Muro Embalse Cogotí                     | 303   |
| 0453                  | 04535 | Río Guatulame Entre Embalse Cogotí y Quebrada Carcamo                    | 213   |
| 0453                  | 04536 | Quebrada Carcamo                                                         | 244   |
| 0453                  | 04537 | Río Guatulame hasta desembocadura Embalse Paloma                         | 325   |
| 0454                  | 04540 | Río Grande entre Río Guatulame (muro Embalse Paloma) y Río Hurtado       | 375   |
| 0455                  | 04550 | Río Limarí Entre Junta Ríos Grande y Hurtado y Quebrada del Ingenio      | 67    |
| 0455                  | 04551 | Quebrada del Ingenio                                                     | 315   |
| 0455                  | 04552 | Río Limarí Entre Quebrada del Ingenio y Bajo Junta Estero La Plata       | 278   |
| 0455                  | 04553 | Río Limarí Entre Estero La Plata y Estero Punitaqui                      | 153   |
| 0455                  | 04554 | Estero Punitaqui hasta Los Mantos                                        | 409   |
| 0455                  | 04555 | Estero Punitaqui Entre Arriba Los Mantos y Bajo Junta Estero Las Mojadas | 316   |
| 0455                  | 04556 | Estero Punitaqui Entre Estero Las Mojadas y Quebrada Las Damas           | 271   |
| 0455                  | 04557 | Estero Punitaqui Entre Quebrada Las Damas y Río Limarí                   | 309   |
| 0455                  | 04558 | Río Limarí Entre Estero Punitaqui y Desembocadura                        | 230   |
| Total:                |       |                                                                          |       |
| 6                     | 37    | Región de Coquimbo 100 % / Tipo: Exorreica / Desemb.: O. Pacífico        | 11696 |

La disposición de cuencas en el inventario DARH es la siguiente:
| Código      | Nombre                                                             | Código en mapa    | Tipología de cuenca | Vertiente de cuenca | Origen de cuenca  | Temperatura media anual (C°) | Temperatura máxima (C°) | Temperatura mínima (C°) | Precipitación anual (mm) | Número de estaciones fluviométricas | Número de estaciones pluviométricas | Área (km²)        |
| ----------- | ------------------------------------------------------------------ | ----------------- | ------------------- | ------------------- | ----------------- | ---------------------------- | ----------------------- | ----------------------- | ------------------------ | ----------------------------------- | ----------------------------------- | ----------------- |
| 0405        | Cuenca Río Limarí                                                  | Cuenca Río Limarí | Cuenca Río Limarí   | Cuenca Río Limarí   | Cuenca Río Limarí | Cuenca Río Limarí            | Cuenca Río Limarí       | Cuenca Río Limarí       | Cuenca Río Limarí        | Cuenca Río Limarí                   | Cuenca Río Limarí                   | Cuenca Río Limarí |
| 04050000    | Río Hurtado desde Embalse Recoleta hasta Quebrada Venado           | 35                | Exorreica           | Pacífico            | Pluvial           | 14.2                         | 23.9                    | 5.0                     | 133.2                    | 1                                   | 2                                   | 97.8              |
| 0405000000  | Quebrada Higuerilla y Embalse Recoleta                             | 36                | Exorreica           | Pacífico            | Pluvial           | 13.0                         | 22.7                    | 4.0                     | 112.1                    | 0                                   | 0                                   | 284.8             |
| 0405000001  | Río Hurtado desde junta Quebrada Chacay hasta Quebrada de la Coipa | 37                | Exorreica           | Pacífico            | Pluvial           | 6.1                          | 17.0                    | -3.9                    | 127.0                    | 7                                   | 9                                   | 1962.9            |
| 04050006000 | Quebrada Cachacos                                                  | 38                | Exorreica           | Pacífico            | Pluvial           | 12.2                         | 22.5                    | 2.8                     | 102.2                    | 0                                   | 0                                   | 304.7             |
| 04050100    | Río Grande                                                         | 39                | Exorreica           | Pacífico            | Pluvial           | 8.0                          | 19.3                    | -2.2                    | 153.9                    | 8                                   | 9                                   | 1566.6            |
| 0405010000  | Río Ponio                                                          | 40                | Exorreica           | Pacífico            | Pluvial           | 7.2                          | 18.2                    | -2.8                    | 126.1                    | 0                                   | 0                                   | 501.7             |
| 0405010001  | Río Rapel entre Río Paloma y Río Grande                            | 41                | Exorreica           | Pacífico            | Pluvial           | 9.2                          | 20.3                    | -1.1                    | 129.6                    | 2                                   | 1                                   | 316.7             |
| 04050100010 | Río Paloma                                                         | 42                | Exorreica           | Pacífico            | Pluvial           | 2.7                          | 13.8                    | -7.4                    | 153.7                    | 0                                   | 0                                   | 246.5             |
| 04050100011 | Río Molles en junta Río Paloma                                     | 43                | Exorreica           | Pacífico            | Pluvial           | 2.6                          | 14.0                    | -7.6                    | 159.2                    | 4                                   | 2                                   | 258.8             |
| 0405010002  | Río Mostazal desde junta Río San Miguel hasta Junta Río Grande     | 44                | Exorreica           | Pacífico            | Pluvial           | 5.1                          | 16.4                    | -5.2                    | 149.9                    | 3                                   | 2                                   | 502.0             |
| 04050100020 | Río Tulahuencito                                                   | 45                | Exorreica           | Pacífico            | Pluvial           | 7.4                          | 18.9                    | -2.9                    | 143.6                    | 0                                   | 1                                   | 138.4             |
| 0405010003  | Río del Gordito                                                    | 46                | Exorreica           | Pacífico            | Pluvial           | 1.7                          | 13.3                    | -8.5                    | 179.2                    | 0                                   | 0                                   | 87.8              |
| 0405010004  | Río de las Curvas                                                  | 47                | Exorreica           | Pacífico            | Pluvial           | 2.2                          | 13.8                    | -8.0                    | 181.9                    | 0                                   | 0                                   | 69.0              |
| 0405010005  | Río Carrizal                                                       | 48                | Exorreica           | Pacífico            | Pluvial           | 5.0                          | 16.6                    | -5.3                    | 163.1                    | 0                                   | 0                                   | 132.3             |
| 0405010006  | Río Tascadero                                                      | 49                | Exorreica           | Pacífico            | Pluvial           | 4.2                          | 15.8                    | -6.0                    | 178.8                    | 1                                   | 1                                   | 241.0             |
| 04050200    | Río Guatulame y Embalse La Paloma                                  | 50                | Exorreica           | Pacífico            | Pluvial           | 13.1                         | 23.5                    | 3.4                     | 165.2                    | 3                                   | 2                                   | 535.2             |
| 0405020000  | Quebrada Cárcamo                                                   | 51                | Exorreica           | Pacífico            | Pluvial           | 11.1                         | 22.1                    | 1.1                     | 159.1                    | 1                                   | 0                                   | 250.6             |
| 0405020001  | Río Cogotí                                                         | 52                | Exorreica           | Pacífico            | Pluvial           | 7.3                          | 18.6                    | -2.7                    | 181.8                    | 3                                   | 1                                   | 757.4             |
| 0405020002  | Río Pama                                                           | 53                | Exorreica           | Pacífico            | Pluvial           | 9.8                          | 20.8                    | 0.1                     | 198.7                    | 3                                   | 0                                   | 497.9             |
| 04050200020 | RÍo Combarbalá                                                     | 54                | Exorreica           | Pacífico            | Pluvial           | 7.3                          | 18.5                    | -2.6                    | 197.5                    | 2                                   | 1                                   | 345.1             |
| 0405020003  | Quebrada Grandeo de Los Ahogados                                   | 55                | Exorreica           | Pacífico            | Pluvial           | 12.0                         | 22.4                    | 2.6                     | 189.0                    | 0                                   | 0                                   | 253.6             |
| 04050300    | Río Limarí                                                         | 56                | Exorreica           | Pacífico            | Pluvial           | 15.4                         | 24.3                    | 7.1                     | 132.1                    | 3                                   | 1                                   | 496.6             |
| 0405030000  | Quebrada La Placa                                                  | 57                | Exorreica           | Pacífico            | Pluvial           | 14.4                         | 23.7                    | 5.8                     | 132.3                    | 0                                   | 1                                   | 262.3             |
| 0405030001  | Quebrada del Ingenio                                               | 58                | Exorreica           | Pacífico            | Pluvial           | 14.3                         | 23.7                    | 5.6                     | 126.0                    | 0                                   | 0                                   | 302.3             |
| 0405030002  | Estero Punitaqui                                                   | 59                | Exorreica           | Pacífico            | Pluvial           | 14.3                         | 23.9                    | 5.4                     | 155.5                    | 3                                   | 3                                   | 1267.7            |

## Hidrología

Diagrama unifilar de la red hidrográfica de la cuenca del río Limarí.

### Red hidrográfica
Los cuerpos de agua considerados en esta categoría son:

### Caudales y régimen
El informe de la Dirección General de Aguas para la cuenca considera un régimen nivo-pluvial, con crecidas en noviembre y diciembre que llegan con los deshielos cordilleranos, pero también caudales considerables entre julio y agosto que traen las lluvias de invierno. El período de estiaje ocurre en el trimestre dado por los meses de febrero, marzo y abril.: 63 

### Glaciares
El inventario público de glaciares de Chile 2022 consigna para la cuenca un total de 299 glaciares, aunque solo 2 de ellos llevan nombre propio, con un área total de 28,2 km² y un volumen total estimado de agua almacenada de 0,302 km³.

### Humedales
Según la página web del Ministerio del Medio Ambiente de Chile, no hay humedales urbanos declarados en la cuenca.
Sin embargo, existe el humedal de la desembocadura del río Limarí.

### Desaladora
A menos de un (1) kilómetro del límite de la cuenca se proyecta construir una planta desaladora para abastecer APR (Agua Potable Rural) con una capacidad de 50 l/s.: 37 

## Infraestructura hidráulica
Muy importante para la agricultura y el turismo de la cuenca son los embalses Cogotí, La Paloma, Recoleta y Vallehermoso, alos que se debe agregar 739 bocatomas y 2361 kilómetros lineales de canales.: 29 

## Clima

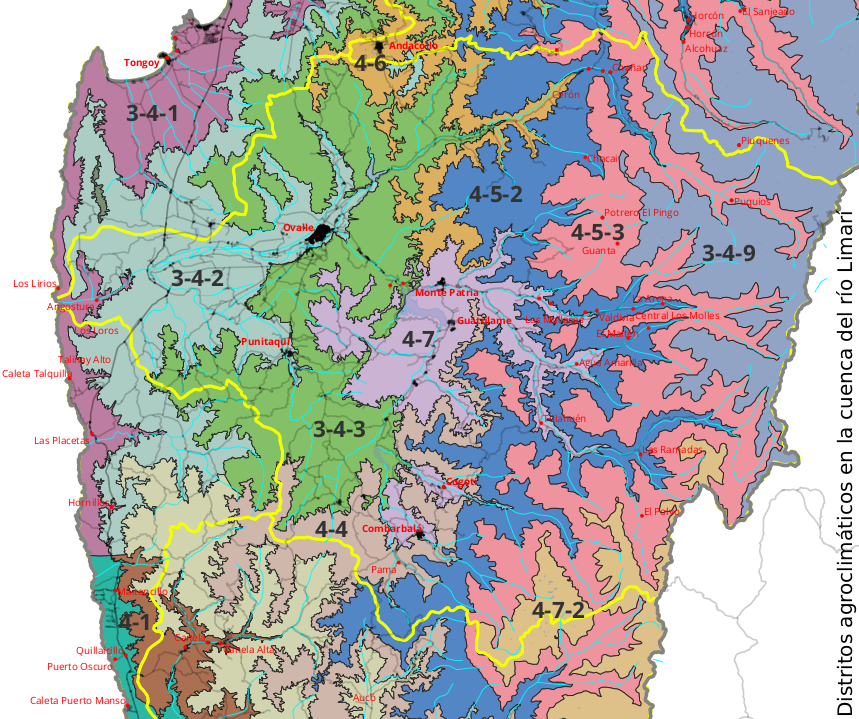
Distritos agroclimáticos en la cuenca

El Atlas agroclimático de Chile distingue 10 distritos agroclimáticos en la cuenca:
- 3-4-1 Desierto con influencia marina y régimen de humedad xérico (BWnXe). La temperatura oscila entre un máximo de enero de 23 °C y un mínimo de julio de 7,6 °C. Tiene un promedio de 345 días consecutivos libres de heladas. En el año se registra un promedio de 0 heladas. El periodo de temperaturas favorables a la actividad vegetativa dura 12 meses. Registra anualmente 1621 días grado y 100 horas de frío acumuladas hasta el 31 de julio. La precipitación media anual es de 87 mm y un periodo seco de 12 meses, con un déficit hídrico de 1167 mm/año. El período húmedo dura 0 meses, durante los cuales se produce un excedente hídrico de 0 mm.
- 3-4-2 Desierto con influencia marina y régimen de humedad xérico (BWnXe). La temperatura oscila entre un máximo de enero de 26,3 °C y un mínimo de julio de 7,4 °C. Tiene un promedio de 345 días consecutivos libres de heladas. En el año se registra un promedio de 0 heladas. El periodo de temperaturas favorables a la actividad vegetativa dura 12 meses. Registra anualmente 2065 días grado y 91 horas de frío acumuladas hasta el 31 de julio. La precipitación media anual es de 66 mm y un periodo seco de 12 meses, con un déficit hídrico de 1382 mm/año. El período húmedo dura 0 meses, durante los cuales se produce un excedente hídrico de 0 mm.
- 3-4-3 Desierto con influencia marina y régimen de humedad xérico (BWnXe). La temperatura oscila entre un máximo de enero de 28,4 °C y un mínimo de julio de 6,5 °C. Tiene un promedio de 339 días consecutivos libres de heladas. En el año se registra un promedio de 1 helada. El periodo de temperaturas favorables a la actividad vegetativa dura 12 meses. Registra anualmente 2171 días grado y 158 horas de frío acumuladas hasta el 31 de julio. La precipitación media anual es de 109 mm y un periodo seco de 12 meses, con un déficit hídrico de 1483 mm/año. El período húmedo dura 0 meses, durante los cuales se produce un excedente hídrico de 0 mm.
- 4-4 Estepa interior con régimen de humedad xérico (BSXe). La temperatura oscila entre un máximo de enero de 29,3 °C y un mínimo de julio de 5,3 °C. Tiene un promedio de 282 días consecutivos libres de heladas. En el año se registra un promedio de 5 heladas. El periodo de temperaturas favorables a la actividad vegetativa dura 12 meses. Registra anualmente 2070 días grado y 304 horas de frío acumuladas hasta el 31 de julio. La precipitación media anual es de 191 mm y un periodo seco de 12 meses, con un déficit hídrico de 1606 mm/año. El período húmedo dura 0 meses, durante los cuales se produce un excedente hídrico de 0 mm.
- 4-6 Desierto interior y régimen de humedad xérico (BWXe). La temperatura oscila entre un máximo de enero de 28,4 °C y un mínimo de julio de 5,6 °C. Tiene un promedio de 302 días consecutivos libres de heladas. En el año se registra un promedio de 4 heladas. El periodo de temperaturas favorables a la actividad vegetativa dura 12 meses. Registra anualmente 2094 días grado y 243 horas de frío acumuladas hasta el 31 de julio. La precipitación media anual es de 97 mm y un periodo seco de 12 meses, con un déficit hídrico de 1622 mm/año. El período húmedo dura 0 meses, durante los cuales se produce un excedente hídrico de 0 mm.
- 4-7  Estepa interior con régimen de humedad híper árido (BSHa). La temperatura oscila entre un máximo de enero de 30,4 °C y un mínimo de julio de 4,6 °C. Tiene un promedio de 249 días consecutivos libres de heladas. En el año se registra un promedio de 9 heladas. El periodo de temperaturas favorables a la actividad vegetativa dura 12 meses. Registra anualmente 2241 días grado y 391 horas de frío acumuladas hasta el 31 de julio. La precipitación media anual es de 169 mm y un periodo seco de 11 meses, con un déficit hídrico de 1677 mm/año. El período húmedo dura 0 meses, durante los cuales se produce un excedente hídrico de 0 mm.
- 4-5-2  Estepa interior con régimen de humedad híper árido (BSHa). La temperatura oscila entre un máximo de enero de 27,2 °C y un mínimo de julio de 3,2 °C. Tiene un promedio de 200 días consecutivos libres de heladas. En el año se registra un promedio de 25 heladas. El período de temperaturas favorables a la actividad vegetativa dura 11 meses. Registra anualmente 1618 días grado y 756 horas de frío acumuladas hasta el 31 de julio. La precipitación media anual es de 210 mm y un período seco de 11 meses, con un déficit hídrico de 1680 mm/año. El período húmedo dura 0 meses, durante los cuales se produce un excedente hídrico de 0 mm.
- 4-5-3  Estepa de altura fría con régimen de humedad árido (BSkAr). La temperatura oscila entre un máximo de enero de 17,8 °C y un mínimo de julio de −1,4 °C. Tiene un promedio de 0 días consecutivos libres de heladas. En el año se registra un promedio de 166 heladas. El período de temperaturas favorables a la actividad vegetativa dura 3 meses. Registra anualmente 421 días grado y 1661 horas de frío acumuladas hasta el 31 de julio. La precipitación media anual es de 225 mm y un período seco de 10 meses, con un déficit hídrico de 1492 mm/año. El período húmedo dura 0 meses, durante los cuales se produce un excedente hídrico de 0 mm.
- 3-4-9  Estepa de altura fría con régimen de humedad híper árido (BSkHa). La temperatura oscila entre un máximo de enero de 7,7 °C y un mínimo de julio de −9,1 °C. Tiene un promedio de 0 días consecutivos libres de heladas. En el año se registra un promedio de 365 heladas. El periodo de temperaturas favorables a la actividad vegetativa dura 0 meses. Registra anualmente 8 días grado y 1800 horas de frío acumuladas hasta el 31 de julio. La precipitación media anual es de 151 mm y un periodo seco de 11 meses, con un déficit hídrico de 1325 mm/año. El período húmedo dura 0 meses, durante los cuales se produce un excedente hídrico de 0 mm.
- 4-7-2  Tundra (ET). La temperatura oscila entre un máximo de enero de 13,9 °C y un mínimo de julio de −3,9 °C. Tiene un promedio de 0 días consecutivos libres de heladas. En el año se registra un promedio de 291 heladas. El período de temperaturas favorables a la actividad vegetativa dura 0 meses. Registra anualmente 135 días grado y 1800 horas de frío acumuladas hasta el 31 de julio. La precipitación media anual es de 747 mm y un período seco de 7 meses, con un déficit hídrico de 953 mm/año. El período húmedo dura 4 meses, durante los cuales se produce un excedente hídrico de 285 mm.

|  |  |  |

Los diagramas Walter Lieth muestran con un área azul los periodos en que las precipitaciones sobrepasan la cantidad de agua que el calor del sol evapora en el mismo lapso de tiempo (un promedio de 10 °C mensuales evaporan 20 mm de agua caída), dejando un clima húmedo. Por el contrario, las zonas amarillas indican que durante ese tiempo el agua caída puede ser evaporada por el calor del sol. El área gris señala meses muy húmedos.

## Actividades económicas

### Agricultura
La economía del valle del río Limarí se basa principalmente en la agricultura (viñas para la elaboración de vino y pisco chileno, aceitunas, paltas, alcachofas, etc.) y también en la cría de cabras. La ciudad de Ovalle concentra el 50 % de estas actividades a nivel regional.
En la cuenca se riegan más de 70 000 ha (hectáreas).: 14 

### Turismo
- La ribera norte del río Limarí limita con el Parque Nacional Bosque Fray Jorge, poseedor de un ecosistema único en Chile.
- La ciudad de Ovalle.
- Embalse La Paloma, donde es posible realizar diversos deportes náuticos.

### Generación de energía eléctrica
La central hidroeléctrica Los Molles utiliza la energía del cauce Los Molles para la generación de electricidad. Su caudal de diseño es de 1,86 m3/s.: 24 

## Contaminación
En un informe de la Universidad de Chile sobre la situación de los ríos de Chile en 1999 se reporta que:: 86 
Las fuentes principales de contaminación en el segmento Río Limarí-Río Cogotí corresponden a las descargas de aguas servidas de los alcantarillados de Combarbalá y Ovalle, con un flujo de 6,8 l/s. Hay que destacar el hecho que, a la fecha del estudio, las aguas servidas de Combarbalá estaban siendo tratadas por lo que su efecto sobre el medio se supone mínimo. Por el contrario, las aguas servidas de Ovalle no reciben tratamiento dando lugar a la consiguiente alteración química, física y bacteriológica de los ríos de esta zona.
Por otro lado, existen alrededor de 16 plantas mineras de pequeño tamaño cuya contaminación no es significativa, puesto que sus residuos son depositados en tranques de relave. Al igual que en otras cuencas, la agricultura incorpora productos químicos utilizados en sus procesos productivos.

## Áreas bajo protección oficial y conservación de la biodiversidad
Las Áreas bajo Protección Oficial pertenecientes al Sistema Nacional de Áreas Silvestres Protegidas por el Estado (SNASPE) que se emplazan en la cuenca corresponden a:: 17 
- Parque nacional Fray Jorge (9959 ha)
- Monumento natural Pichasca (128 ha)

La superficie total abarcada por estas áreas es de 10 087 ha (hectáreas) aproximadamente.
La página web del Ministerio del Medio Ambiente de Chile consigna, además, las siguientes áreas protegidas:
- Santuario de la naturaleza Estero Derecho; (el río Derecho o río Claro en su cuenca superior, es parte de la cuenca del río Elqui. Sin embargo, el MMA lo incluye en la lista, presumiblemente porque alguna porción del territorio protegido está dentro de la cuenca del Limarí.)
- Santuario de la naturaleza Desembocadura del Río Limarí;
- Santuario de la naturaleza Río Cochiguaz (Río Cochiguaz);

En esta cuenca las áreas de Conservación de la Biodiversidad corresponden a:
- El Durazno - El Quillay - Valle Hermoso (1.907 ha) Se trata de un área que incluye a tres sitios interesantes, las cuales se localizan en la precordillera al este de Combarbalá, en un ámbito que combina ambientes de interfluvio, valles fluviales y media montaña. Zona con alto endemismo pero con una baja densidad de especies. Flora en peligro de extinción (Pulpica y Snadillón) y vulnerable (Maitén, Guayacán, Quillay, Senecio y Talhuena). Zona de pristinidad media.
- Cuesta El Espino (221 ha) Zona con presencia de Canelo Chequen que es una especie en peligro de extinción y de distribución restringida. Flora en peligro de extinción (Canelo, Lun, Cebollin) y vulnerable (Sandillón, Bío Bío, Haplopapus, Quillay, Guayacán, Algarrobo y Talhuena). Zona de pristinidad media.

En su desembocadura se encuentra el humedal de la desembocadura del río Limarí.

## Balance hídrico

Brecha hídrica en 25 importantes cuencas de Chile.

Para tener una aproximación a nivel de cuenca (casos locales no están reflejados) del consumo comparado con la disponibilidad de agua, se define como:
Siguiendo intrincadas definiciones del consumo y la demanda que consideran aguas superficiales, subterráneas, flujos mínimos de sustentabilidad, y consumos que no son devueltos al cauce original, todo ello según normas de organizaciones internacionales, se han clasificado los resultados en cuatro casos:: 29 : 32 
- Brecha hídrica alta, se consume más del 40 % del agua disponible: existe fuerte demanda del recurso hídrico que requiere regular su uso para no afectar el desarrollo económico.
- Brecha hídrica media, se consume entre el 20 % y el 40 % del agua disponible: existe presión sobre el recurso hídrico que debe ser ordenada, establecer prioridades, optimizar su uso y proteger los ecosistemas.
- Brecha hídrica moderada, se consume entre 10 % y 20 % del agua disponible: la disponibilidad del elemento esta condicionando el desarrollo económico.
- Brecha hídrica baja, se consume entre 0 % y 10 % del agua disponible: No se conocen presiones importantes sobre el recurso hídrico.

Aplicada esta clasificación a la cuenca del río Limarí, el estudio estima una brecha hídrica alta con un uso del 87 % del agua disponible.: 80 